# Wesley Rose
Wesley Rose (* 11. Februar 1918 in Chicago, Illinois; † 26. April 1990 in Nashville, Tennessee) war ein US-amerikanischer Manager in der Musikindustrie, Verlagsleiter und Musikproduzent.

## Leben
Wesley Rose wurde als Sohn des Songwriters Fred Rose in Chicago geboren. 1945 schloss er sich in Nashville, Tennessee, dem Musikverlag Acuff-Rose an, den sein Vater und dessen Partner Roy Acuff gegründet hatten. Nach dem Tode seines Vaters wurde Wesley Präsident des Unternehmens. 
Rose hatte großen Anteil an der Entwicklung der Countrymusik-Branche in den USA: Er war eine treibende Kraft hinter der Gründung der Country Music Association (CMA) und war der erste Verleger aus Nashville im Aufsichtsrat der American Society of Composers, Authors, and Publishers (ASCAP) und der Music Publishers Association.
Ende der 1950er Jahre bis 1961 war Rose Manager der Everly Brothers.
1985 verkauften Rose und Roy Acuff dem Acuff-Rose-Katalog an die Gaylord Broadcasting Company. 1986 wurde er – wie sein Vater zuvor – in die Country Music Hall of Fame aufgenommen.
Wesley Rose starb 1990 in Nashville.